# M26 MASS
M26 MASS(영어: M26 Modular Accessory Shotgun System)은 M16/M4 계열 소총의 총열 하부에 장착하여 사용하는 모듈형 산탄총으로, 1990년대에 시모어 시스템스와 미국 육군의 병사 전투연구소에서 개발하였다. 문따기나 진압용 비살상 경량형 보조 무기로서, 아프가니스탄의 미국 육군에게 소수의 수량이 지급되어 시험적으로 운용되었고 현재는 정식 채용되었다. 채용되기 전의 모델명은 XM26 Lightweight Shotgun System이다.

## 소개
레밍턴 M870를 줄여서 M16/M4 계열의 소총의 총열 하부에 장착시켜, 보조 무기로 쓸 수 있게 변형시킨 KAC 마스터키를 기반으로 하고 있으며, KAC 마스터키보다 가볍고 편하며 손쉽게 쓸 수 있도록, 개량하고 탈착식 탄창을 이용한 급탄 방식을 채택하였다. 그리고 많은 부품으로 인해 구조가 복잡해지고 무거워질 수 있는 반자동 사격방식을 포기하는 대신, 스트레이트 풀 볼트액션 방식으로 작동하고, 장전 손잡이를 좌측면으로 옮기고 크게 늘려, 손쉽고 빠르게 장전을 할 수 있다. 자립형으로 사용할 때에는 M4의 접이식 개머리판과 권총 손잡이를 사용하며, 기본적으로 총열 하부에 장착하는 부무장이다. 부무장이지만 따로 분리하여 몇가지 부품만 추가하면 주무장처럼 들고 다닐수 있다. 총신 위에 피카티니 레일이 내장되어 갖가지 조준 장비를 부착하여 쓸 수 있다.

## 같이 보기
- 산탄총 목록
- KAC 마스터키
- M203 유탄발사기